# Peñuelas (gemeente)
Peñuelas is een van de 78 gemeenten (municipio) in de vrijstaat Puerto Rico.
De gemeente heeft een landoppervlakte van 115 km² en telt 26.719 inwoners (volkstelling 2000).